# Mária Annunciáta nápoly–szicíliai királyi hercegnő
Bourbon–Szicíliai Mária Annunciáta (teljes nevén Mária Annunciáta Izabella Filoména Sabasia királyi hercegnő, olaszul: Principessa Maria Annunziata di Borbone-Due Sicilie, németül: Prinzessin Maria Annunziata von Neapel-Sizilien; Caserta, Két Szicília Királysága, 1843. március 24. – Bécs, Ausztria–Magyarország, 1871. május 4.), a Bourbon-házból származó nápoly–szicíliai királyi hercegnő, II. Ferdinánd nápoly–szicíliai kettős király és Habsburg–Tescheni Mária Terézia főhercegnő leánya, aki Habsburg–Lotaringiai Károly Lajos második feleségeként osztrák főhercegné. Gyermekei között van az Osztrák–Magyar Monarchia későbbi trónörököse, Ferenc Ferdinánd főherceg, valamint Ottó Ferenc, I. Károly császár és király édesapja is.

## Élete

### Származása, testvérei

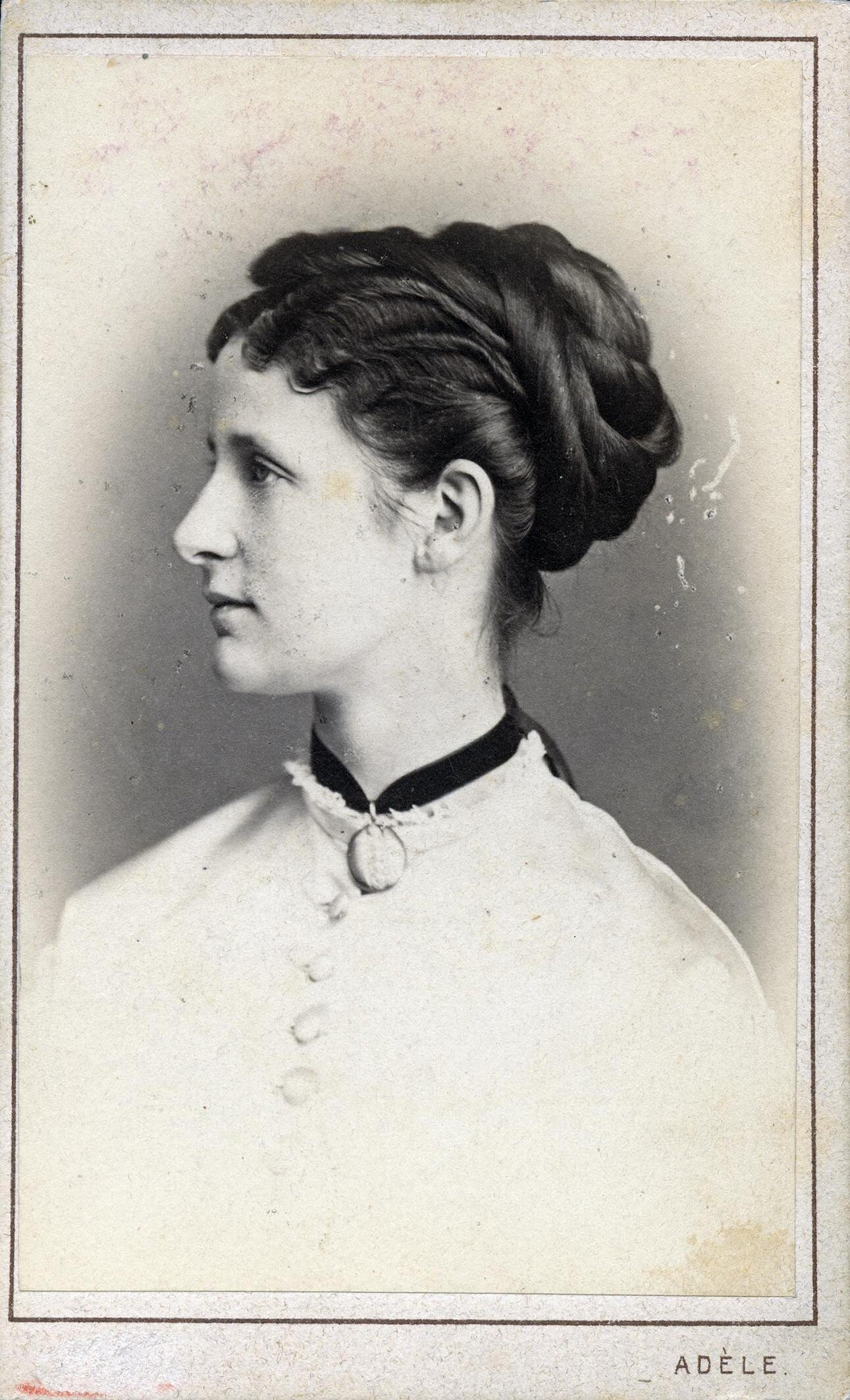
Mária Annunciáta nápoly–szicíliai királyi hercegnő

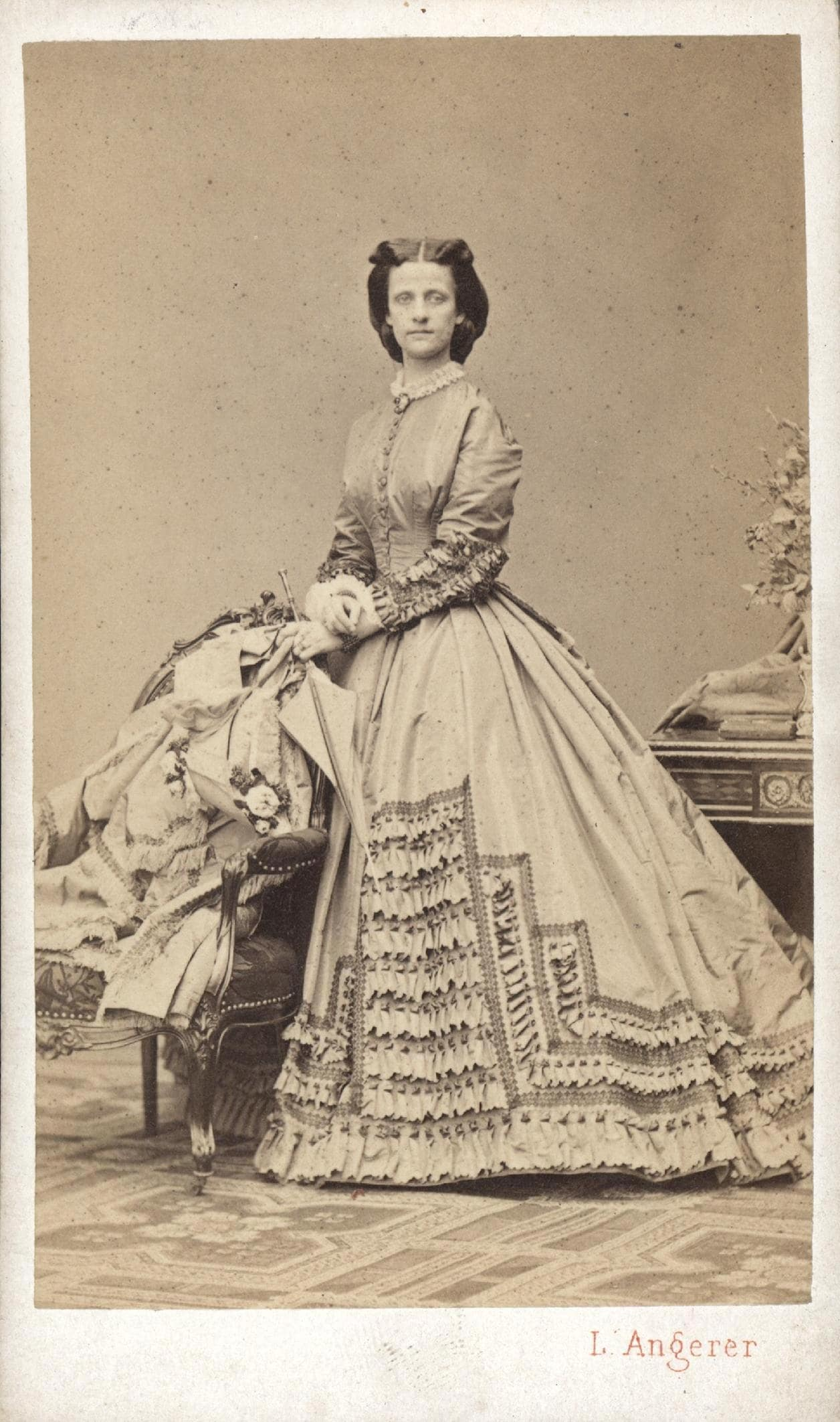
Mária Annunciáta királyi hercegnő

Mária Annunciáta hercegnő 1843. március 24-én született Casertában, a nápoly–szicíliai Bourbon királyok palotájában. Édesapja a Bourbon-ház olasz ágából származó II. Ferdinánd (1810–1859), Nápoly és Szicília („a Két Szicília”) királya, édesanyja – az uralkodó második felesége – Mária Terézia Izabella (becenevén „Tetella”) osztrák főhercegnő (1816–1867) volt, Károly főhercegnek, Teschen hercegének (1771–1847) és Henrietta Alexandrina nassau–weilburgi hercegnő (1797–1829) leánya.
Apjának első felesége Savoyai Mária Krisztina szárd királyi hercegnő, I. Viktor Emánuel szárd–piemonti király leánya volt, akitől egy fia született, Ferenc Mária Lipót királyi herceg, trónörökös, a későbbi II. Ferenc nápoly–szicíliai király (1836–1894).
Mária Krisztina királyné halála után egy évvel, 1837-ben II. Ferdinánd király másodszor is megnősült, elvette Mária Terézia Izabella főhercegnőt. A házaspár 12 gyermekéből Mária Annuncáta hercegnő negyedikként született. Beceneveket kedvelő édesapja a kislányt „Ciollá”-nak hívta. Testvérei (rangjuk szerint nápoly–szicíliai királyi hercegek és hercegnők): 
1. Lajos Mária (Luigi Maria, 1838–1886), Trani grófja, aki Wittelsbach-i Matilda Ludovika bajor hercegnőt, Erzsébet királyné húgát vette feleségül.
2. Albert (Alberto, 1839–1844), Castro-Giovanni grófja, kisgyermekként meghalt.
3. Alfonz Mária József (Alfonso Maria Giuseppe, 1841–1934), Caserta grófja, aki Mária Antonietta Vilma (Giuseppa) nápoly–szicíliai Bourbon-hercegnőt vette feleségül.
4. Mária Annunciáta Izabella (1843–1871).
5. Mária Immakuláta Klementina (1844–1899), aki Károly Szalvátor főherceghez (1839–1912) ment feleségül.
6. Kajetán Mária (Gaetano Maria, 1846-1871), Girgenti hercege, aki Mária Izabella spanyol infánsnőt vette feleségül, és megkapta az infánsi címet.
7. József Mária (Giuseppe Maria, 1848–1851), Lucero hercege, kisgyermekként meghalt.
8. Mária Pia (Maria Pia della Grazia) (1849–1882), aki I. Róbert Bourbon-parmai herceghez (1848–1907), Parma utolsó uralkodó hercegéhez ment férjhez.
9. Vincent Mária (Vincenzo Maria, 1851–1854), Melazzo grófja, kisgyermekként meghalt.
10. Paszkál Mária (Pasquale Maria, 1852–1904), Bari grófja, aki a francia Blanche de Marconnay-t vette feleségül (rangon aluli házasságban).
11. Mária Lujza Immakuláta (Maria Luisa Immacolata) (1855–1874), aki Henrik (Enrico) Bourbon-parmai herceghez (1851–1905) ment feleségül.
12. Gennaro (1857-1867), Caltagirone grófja, kisgyermekként meghalt.

Mária Annunciáta hercegnő egy évvel fiatalabb húga, Mária Immakuláta hercegnő a Habsburg–Lotaringiai uralkodócsalád másik tagjához, Habsburg–Toscanai Károly Szalvátor főherceghez (1839–1912) ment feleségül 1861-ben. Az ő fiuk, Habsburg–Toscanai Ferenc Szalvátor főherceg (1866–1939) vette feleségül 1890-ben Mária Valéria főhercegnőt, I. Ferenc József császár és Erzsébet császárné legfiatalabb leányát.

### Házassága, gyermekei

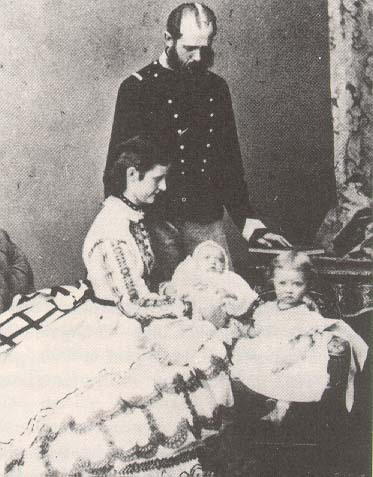
Mária Annunciáta férjével és gyermekeivel

Mária Annunciáta hercegnő 1862-ben feleségül ment a négy évvel korábban megözvegyült Károly Lajos osztrák főherceghez (1833–1896), Ferenc Károly főherceg (1802–1878) és Zsófia bajor királyi hercegnő (1805–1872) harmadik fiához, I. Ferenc József császár öccséhez. A hivatalos házassági szerződést 1862. október 16-án kötötték Rómában, a tényleges esküvőt 1862. október 21-én tartották Velencében. Ő lett a főherceg második felesége. Az első, Margit szász királyi hercegnő 1858-ban, 18 évesen halt meg.
Mária Annunciáta főhercegné sokat betegeskedett. Epilepszia és tüdőbetegség kínozta. Gyenge egészségi állapota ellenére négy egészséges gyermeket hozott a világra:
- Ferenc Ferdinánd főherceg (1863–1914), aki apjának, Károly Lajosnak 1896-ban bekövetkezett halála után a Monarchia trónörököse lett, 1914-es meggyilkoltatásáig
- Ottó Ferenc József főherceg (1865–1906), a „szép Ottó”. Az ő fia, Károly főherceg (1887–1922), Mária Annunciáta unokája, miután nagybátyját, Ferenc Ferdinándot 1914. június 28-án Szarajevóban meggyilkolták, az Osztrák–Magyar Monarchia trónörököse, majd Ferenc József császár 1916. november 21-én bekövetkezett halála után I. Károly Ausztria császára (IV. Károly néven magyar és III. Károly néven cseh király lett.
- Ferdinánd Károly főherceg (1868–1915), aki 1911-ben kilépett a császári családból, ezután polgári nevén, „Ferdinand Burg” (a magyar sajtóban „Burg Ferdinánd”) szerepelt
- Margit Zsófia főhercegnő (1870–1902), aki Albert württembergi herceghez (1865–1939) ment feleségül

### Halála, temetése
Mária Annunciáta főhercegné 1871. május 4-én hunyt el Bécsben, 28 éves korában, elhatalmasodott tüdőbetegsége következtében. Bécsben, a kapucinusok templomának kriptájában (Kaisergruft) temették el.
A kétszer megözvegyült Károly Lajos főherceg 1873-ban harmadszor is megnősült. Mária Terézia portugál infánsnőt (1855–1944) vette el, akitől két leánya született. Az apa elhunyt második feleségének emlékére az idősebbik leányt (1876–1961) szintén Mária Annunciátának keresztelték.